# Giải phim Đức
Giải phim Đức (tiếng Đức:Deutscher Filmpreis, thường gọi là giải Lola), là giải thưởng điện ảnh cao nhất của Đức.
Từ năm 1951 tới 2004, giải này do một Ủy ban của chính phủ phân phát. Từ năm 2005, giải được chuyển sang cho Viện Hàn lâm phim Đức đảm nhiệm. Với số tiền thưởng là 3 triệu euro - số tiền thưởng về văn hóa cao nhất của Đức - khác hẳn với giải Oscar hoặc giải César.
Giải phim Đức là yếu tố quan trọng nhất trong chính sách hỗ trợ ngành kỹ nghệ điện ảnh của chính phủ Đức. Ủy viên Liên bang đặc trách Văn hóa và phương tiện truyền thông (Federal Commissioner for Cultural and Media Affairs) chịu trách nhiệm quản lý giải này từ năm 1999. Theo truyền thống, lễ trao giải được tổ chức ở thủ đô Berlin.
Từ năm 1999, giải là một tượng nhỏ một phụ nữ gọi là Lola, nhắc đến vai diễn của nữ diễn viên Marlene Dietrich trong phim Der blaue Engel (Thiên thần xanh) và phim Lola của Rainer Werner Fassbinder. Các điểm tương tự với các giải Oscar và giải César của Pháp không phải là trùng hợp ngẫu nhiên.
Theo kiểu Mỹ, từ năm 2005 các giải được quyết định bởi Viện Hàn lâm phim Đức (Deutsche Filmakademie), thay cho một Ban Giám khảo, được thành lập theo nguyên tắc tỷ lệ chính trị gồm các chính trị gia và cả các tăng lữ. Ban giám khảo này đã bị chỉ trích rất nhiều.

## Các thể loại giải
Giải phim Đức gồm các thể loại sau: 
- Phim hay nhất (tiếng Đức)
- Phim tài liệu hay nhất
- Phim thanh thiếu niên hay nhất
- Đạo diễn xuất sắc nhất
- Kịch bản hay nhất
- Nữ diễn viên chính xuất sắc nhất
- Nam diễn viên chính xuất sắc nhất
- Nữ diễn viên phụ xuất sắc nhất
- Nam diễn viên phụ xuất sắc nhất
- Quay phim xuất sắc nhất
- Biên tập tốt nhất
- Thiết kế trang phục tốt nhất
- Thiết kế dàn cảnh tốt nhất
- Biên tập âm thanh tốt nhất
- Nhạc phim hay nhất
- Giải danh dự: Cống hiến xuất sắc cho điện ảnh Đức
- Giải của khán giả bầu chọn cho phim Đức trong năm
- Giải Bernd Eichinger

## Thay đổi từ năm 2005
- Cho tới năm 2004, có một giải đơn cho các thể loại kỹ thuật quay phim, biên tập, thiết kế dựng cảnh, chỉ đạo nghệ thuật và nhạc phim dưới đề mục "Thành tựu cá nhân xuất sắc" (Outstanding Singular Achievement)
- Trước đây có giải cho phim nước ngoài hay nhất
- Trước đây có một giải thứ hai do khán giả bầu chọn, dành cho "Nam hoặc nữ diễn viên trong năm" (Actor or Actress of the Year).